# ناحیه معسکر
ناحیه معسکر (به عربی: دائرة معسکر) یک ناحیه در الجزایر است که در استان معسکر واقع شده‌است.